# American Fur Company

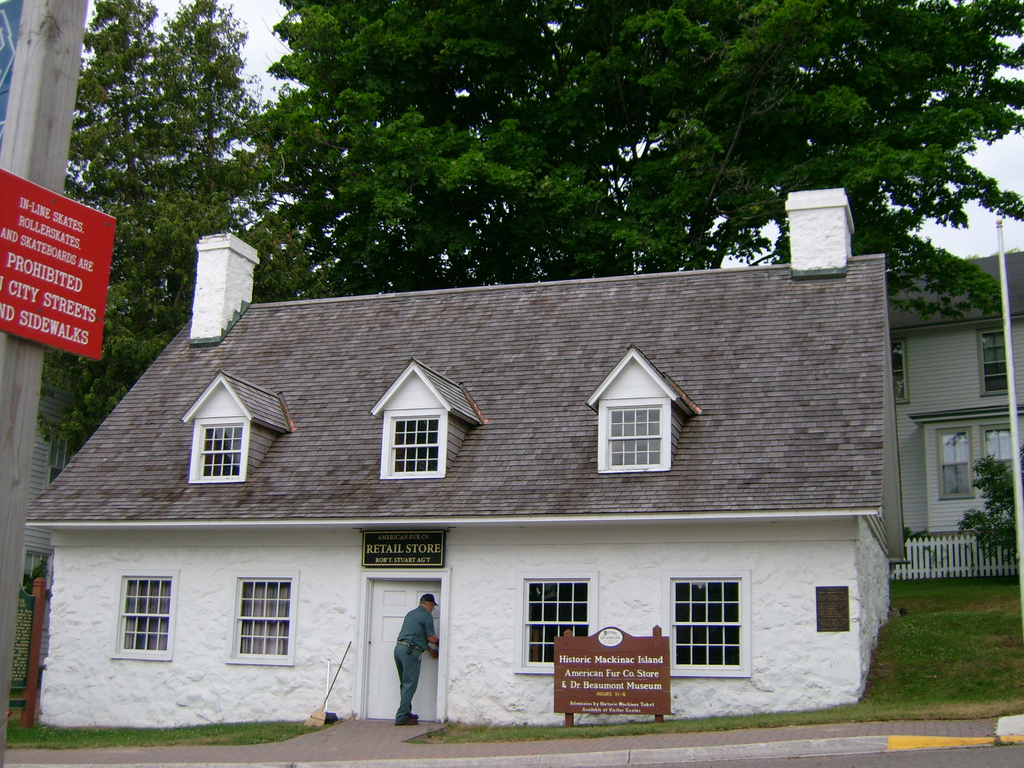
Astor House - American Fur Companys huvudkontor på Mackinac Island.

American Fur Company var ett företag som grundades 1808 av John Jacob Astor som ett led i hans strävan att försöka  monopolisera pälshandeln i USA, vilket han också i stort sett lyckades med. Omkring 1830 kontrollerades mer än 90 % av pälshandeln i USA av American Fur Company, delvis genom dotterbolagen Pacific Fur Company och Southwest Fur Company. Astor sålde sin andel i företaget 1834.  Ramsey Crooks köpte kompaniets "Northern Department" och fortsatte verksamheten under det gamla namnet. Pierre Chouteau, Jr. köpte "Western Department" och kallade det Pratte, Chouteau & Company.
De följande åren kännetecknades av ökande kostnader, tilltagande konkurrens och minskad efterfrågan på grund av att modeindustrins intresse riktades mot ett annat material, nämligen silke. Crooks försök att utvidga verksamheten till andra områden såsom gruvindustri, framför allt utvinning av bly, misslyckades och 1842 lade American Fur Company ner all sin verksamhet och gick i likvidation. Tillgångarna användes för en mängd olika och föga framgångsrika riskprojekt.